# Breaking the Fourth Wall - Live from the Boston Opera House
Breaking the Fourth Wall - Live from the Boston Opera House è il decimo album video del gruppo musicale statunitense Dream Theater, pubblicato il 30 settembre 2014 dalla Roadrunner Records.

## Descrizione
Diretto da Pierre e François Lamoureux, Breaking the Fourth Wall - Live from the Boston Opera House contiene il concerto tenuto dal gruppo il 25 marzo 2014 al Boston Opera House di Boston. Insieme a loro hanno partecipato come ospiti d'eccezione il coro e l'orchestra della Berklee College of Music.

Riguardo al concerto, il chitarrista John Petrucci, produttore del DVD, ha dichiarato:

## Pubblicazione
Breaking the Fourth Wall - Live from the Boston Opera House è stato pubblicato il 30 settembre dalla Roadrunner Records nei formati BD, doppio DVD e un cofanetto che racchiude il BD e tre CD.
Il DVD è stato inoltre anticipato dalla pubblicazione delle versioni dal vivo di The Looking Glass e di Strange Deja Vu, pubblicate rispettivamente il 21 agosto 2014 e il 15 settembre 2014 attraverso il canale YouTube del gruppo.

## Tracce

### BD, DVD
- Act 1

1. The Enemy Inside (testo: John Petrucci – musica: John Petrucci, Jordan Rudess, John Myung, James LaBrie, Mike Mangini)
2. The Shattered Fortress (testo: Mike Portnoy – musica: John Petrucci, Mike Portnoy, Jordan Rudess, John Myung)
3. On the Backs of Angels (testo: John Petrucci – musica: John Petrucci, Jordan Rudess, John Myung)
4. The Looking Glass (testo: John Petrucci – musica: John Petrucci, Jordan Rudess, John Myung, James LaBrie, Mike Mangini)
5. Trial of Tears (testo: John Myung – musica: Dream Theater)
6. Enigma Machine (musica: John Petrucci, Jordan Rudess, John Myung, Mike Mangini)
7. Along for the Ride (testo: John Petrucci – musica: John Petrucci, Jordan Rudess)
8. Breaking All Illusions (testo: John Myung, John Petrucci – musica: John Petrucci, Jordan Rudess, John Myung)

- Act 2

1. The Mirror (testo: Mike Portnoy – musica: Dream Theater)
2. Lie (testo: Kevin Moore – musica: Dream Theater)
3. Lifting Shadows Off a Dream (testo: John Myung – musica: Dream Theater)
4. Scarred (testo: John Petrucci – musica: Dream Theater)
5. Space-Dye Vest (Kevin Moore)
6. Illumination Theory (testo: John Petrucci – musica: John Petrucci, Jordan Rudess, John Myung, James LaBrie, Mike Mangini)

- Encore

1. Scene Two: I. Overture 1928 (musica: Dream Theater)
2. Scene Two: II. Strange Deja Vu (testo: Mike Portnoy – musica: Dream Theater)
3. Scene Seven: I. The Dance of Eternity (musica: Dream Theater)
4. Scene Nine: Finally Free (testo: Mike Portnoy – musica: Dream Theater)

### CD/Download digitale
CD 1
1. The Enemy Inside – 6:17 (testo: John Petrucci – musica: John Petrucci, Jordan Rudess, John Myung, James LaBrie, Mike Mangini)
2. The Shattered Fortress – 12:44 (testo: Mike Portnoy – musica: John Petrucci, Mike Portnoy, Jordan Rudess, John Myung)
3. On the Backs of Angels – 8:48 (testo: John Petrucci – musica: John Petrucci, Jordan Rudess, John Myung)
4. The Looking Glass – 4:46 (testo: John Petrucci – musica: John Petrucci, Jordan Rudess, John Myung, James LaBrie, Mike Mangini)
5. Trial of Tears – 15:22 (testo: John Myung – musica: Dream Theater)
6. Enigma Machine – 8:20 (musica: John Petrucci, Jordan Rudess, John Myung, Mike Mangini)
7. Along for the Ride – 4:52 (testo: John Petrucci – musica: John Petrucci, Jordan Rudess)
8. Breaking All Illusions – 12:28 (testo: John Myung, John Petrucci – musica: John Petrucci, Jordan Rudess, John Myung)

CD 2
1. The Mirror – 6:46 (testo: Mike Portnoy – musica: Dream Theater)
2. Lie – 7:56 (testo: Kevin Moore – musica: Dream Theater)
3. Lifting Shadows Off a Dream – 6:27 (testo: John Myung – musica: Dream Theater)
4. Scarred – 11:41 (testo: John Petrucci – musica: Dream Theater)
5. Space-Dye Vest – 7:48 (Kevin Moore)
6. Illumination Theory – 19:25 (testo: John Petrucci – musica: John Petrucci, Jordan Rudess, John Myung, James LaBrie, Mike Mangini)

CD 3
1. Scene Two: I. Overture 1928 – 3:41 (musica: Dream Theater)
2. Scene Two: II. Strange Deja Vu – 5:08 (testo: Mike Portnoy – musica: Dream Theater)
3. Scene Seven: I. The Dance of Eternity – 6:16 (musica: Dream Theater)
4. Scene Nine: Finally Free – 9:56 (testo: Mike Portnoy – musica: Dream Theater)

## Formazione
Gruppo
- James LaBrie – voce
- John Petrucci – chitarra, voce
- John Myung – basso, Taurus pedals
- Jordan Rudess – tastiera
- Mike Mangini – batteria

Altri musicisti
- Berklee College of Music Orchestra and Choir – strumenti ad arco, coro (tracce 14-18)
- Eren Başbuğ – arrangiamento e conduzione orchestra (tracce 14-18)
- Rob Ballantaine – direzione del coro (tracce 14-18)

Produzione
- Pierre Lamoureux – regia, produzione
- François Lamoureux – regia, produzione, registrazione
- John Petrucci – produzione
- Mirek Vana – produzione esecutiva coro
- Richard Chycki – missaggio, mastering
- Denis Normandeu – registrazione
- Albert Chambers – registrazione